# 구스노세 유키히코
구스노세 유키히코(일본어: 楠瀬 幸彦 쿠스노세 유키히코[*], 1858년 4월 28일 ~ 1927년 3월 20일)는 일본 제국의 육군 군인으로 육군 대신을 지냈다. 최종 계급은 중장.

## 생애
도사 번사의 장남으로써 태어났다. 도쿄 가이난주쿠, 육군 유년 학교를 거쳐 1880년 12월 육군사관학교를 졸업하였다. 프랑스에서 유학한 뒤, 육군사관학교 교관, 근위포병연대 중대장, 참모본부 제1국원, 참모본부 부관, 러시아 공사관원 등을 지냈다. 1894년 11월 임시 경성 공사관원 (조선의 군사 고문)이 되어 미우라 고로 공사 등과 함께 1895년 10월 8일 명성황후 암살 계획에 끼어들었다가, 그 해 10월부터 1896년 1월까지 투옥되었지만 1월 14일 제5사단 군법회의에서 무죄 판결을 받고 풀려났다.
그 후 타이완 총독부 참모, 서부도독부 참모장, 제12사단 참모장을 거쳐 1901년 6월 육군 소장으로 진급했다. 이후 쓰시마 경비대 사령관, 오사카 포병 공창 제리 등을 지냈다. 러일 전쟁 중에는 제2군 병참감으로서 출정했고, 일본이 제4군을 창설할 무렵 포병부장이 되어 봉천 전투에서는 만주군 중포대 사령관으로 참전했다.
봉천 전투 이후, 유라 요새 사령관, 가라후토 수비대 사령관, 초대 가라후토 청 장관, 제1사단 사령부원, 기술심사부장을 거쳐 1913년 6월 군부대신 현역 무관제 개정 문제로 물러난 기고시 야스쓰나의 뒤를 이어 육군 대신으로 취임했다. 1914년 4월에 대신직을 사임했고, 1917년 4월 예비역으로 편입되어 현역에서 물러났다.

## 참고 문헌
- 하타 이쿠히코 엮음 (2005년), 《일본 육해군 종합 사전》 제2판, 도쿄 대학 출판회.
- 후쿠가와 히데키, 《일본 육군 장관 사전》, 후요 쇼보 출판, 2001년.
- 소토야마 미사오 엮음, 《육해군 장관 인사 총람 육군편》, 후요 쇼보 출판, 1981년.